# Negoiești (okręg Prahova)
Negoiești – wieś w Rumunii, w okręgu Prahova, w gminie Brazi. W 2011 roku liczyła 1859 mieszkańców.